# Autostrada międzystanowa nr 79
Interstate 79 – autostrada międzystanowa we wschodniej części Stanów Zjednoczonych. Przebiega z południa na północ, z miejscowości Charleston w stanie Wirginia Zachodnia do Erie w stanie Pensylwania. Jej długość wynosi 343,24 (552,39 km).
W Wirginii Zachodniej trasa znana jest również pod nazwą Jennings Randolph Expressway, zaś większość odcinka w Pensylwanii nazywana jest również Raymond P. Shafer Highway.